# Cesano Maderno
Cesano Maderno est une ville italienne de la province de Monza et de la Brianza dans la région Lombardie en Italie.  

## Administration
| Période                                  | Période  | Identité      | Étiquette | Qualité |
| ---------------------------------------- | -------- | ------------- | --------- | ------- |
| 22/06/2009                               | En cours | Marina Romanò |           |         |
| Les données manquantes sont à compléter. |          |               |           |         |

### Communes limitrophes
Seregno, Seveso, Cogliate, Ceriano Laghetto, Desio, Bovisio-Masciago

## Jumelages
- Valençay (France)
- Tchernivtsi (Ukraine)
- Campomaggiore (Italie)